# 女神のほほえみ/DOWN TOWN
『女神のほほえみ/DOWN TOWN』（めがみ-ダウンタウン）とは2008年5月21日にJ-moreよりリリースされたLuxisの1枚目のシングル。カップリング曲は『あなたとならば』。

## 概要
- メインシングルの『女神のほほえみ』はテレビ東京『音流』の2008年5・6月のエンディングテーマ曲に起用された。
- サブシングルの『DOWN TOWN』はシュガー・ベイブのカバー曲であり、またフジテレビ『バニラ気分!マツケン・今ちゃん・オセロのGO!GO!サタ』のエンディングテーマ曲にも起用され2008年4～11月まで使用されていた。
- カップリング曲の『あなたとならば』はLuxisのリーダー小田聡美がかつて在籍していたO'sのカバー曲であり、テレビ東京系『主治医が見つかる診療所』のエンディングテーマ曲にも起用された。

## 収録曲
1. 女神のほほえみ
  - 作詞：山上路夫/作曲：鈴木淳/編曲:Jin Nakayama
2. DOWN TOWN
  - 作詞：伊藤銀次/作曲：山下達郎/編曲：Jin Nakayama
3. あなたとならば
  - 作詞：山上路夫/作曲：鈴木淳/編曲：五十嵐宏治
4. 女神のほほえみ（Instrumental）
5. DOWN TOWN（Instrumental）
6. あなたとならば（Instrumental）